# Jadwiga Smykowska
Jadwiga Smykowska (ur. 1 marca 1945 w Czeskim Cieszynie, zm. 16 grudnia 2017 w Cieszynie) – polska graficzka i drzeworytniczka.

## Życiorys
Była absolwentką Wydziału Grafiki Akademii Sztuk Pięknych w Krakowie z 1971, gdzie w latach 1972–1975 prowadziła pracownię drzeworytu na Wydziale Grafiki w Katowicach. Następnie w latach 1974–1980 prowadziła pracownię druku wypukłego w Instytucie Kształcenia Plastycznego w cieszyńskiej filii Uniwersytetu Śląskiego w Katowicach. Należała do Związku Polskich Artystów Plastyków i Międzynarodowego Stowarzyszenia Drzeworytników XYLON. Swoje prace prezentowała na wystawach indywidualnych między innymi w rodzinnym Cieszynie, a także w Rzeszowie, Jastrzębiu-Zdroju, Ustroniu, Lublinie, Warszawie, Bielsku-Białej oraz poza granicami Polski w Adelaide w Australii, Kristianstad w Szwecji, a także wielokrotnie w Niemczech w tym w Bad Segeberg, Hamburgu, Mannheim, Heidelbergu i Tybindze. Była laureatką licznych konkursów krajowych i międzynarodowych. W roku 1984 została odznaczona za upowszechnianie kultury Srebrnym Krzyżem Zasługi, w latach 1978 i 1985 była laureatką Wielkiej Nagrody Ondraszka, a w 2010 nagrody zarządu okręgu ZPAP w Bielsku-Białej za całokształt pracy twórczej.
Prace Jadwigi Smykowskiej znajdują się między innymi w zbiorach muzeów w Cieszynie, Bielsku-Białej, Bytomiu, Katowicach, Lublinie, Olsztynie, Szczecinie, Zamku Królewskiego na Wawelu w Krakowie, Muzeum Wojska Polskiego w Warszawie oraz Biblioteki Narodowej w Warszawie, a także w zagranicznych placówkach muzealnych w tym rosyjskim Centralnym Muzeum Sił Zbrojnych w Moskwie, szwajcarskim muzeum we Fryburgu, a także niemieckim muzeum w Norymberdze.
Zmarła 16 grudnia 2017 w Cieszynie i tam też została pochowana na cmentarzu komunalnym.